# Viaduct van de Ruyffvallei
Het viaduct van de Ruyffvallei is een spoorwegviaduct in de gemeente Welkenraedt. Het viaduct over spant de vallei van de Ruyf, vandaar de naam. Het viaduct is een deel van HSL 3en loopt parallel met het  viaduct in de E40/A3-autosnelweg. Het viaduct is 312 m lang en wordt beheerd door Infrabel.
Het viaduct werd gebouwd in 2007, bij de aanleg van de HSL 3 tussen Luik en de Duitse grens. Omdat de bodem niet stabiel genoeg is, werden de pijlers in V-vorm gebouwd op een horizontale fundering.